# Sarcophaga adhamae
Sarcophaga adhamae är en tvåvingeart som först beskrevs av Lerh och Abou-zied 2008.  Sarcophaga adhamae ingår i släktet Sarcophaga och familjen köttflugor.
Artens utbredningsområde är Saudiarabien. Inga underarter finns listade i Catalogue of Life.